# 山崎峰水
山崎 峰水（やまざき ほうすい、1964年10月6日 - ）は、日本の漫画家。千葉県出身。本名の一部をとった山崎浩（やまざき ひろし）、ヒロ山崎などのペンネームも使用している。

## 略歴
映像系専門学校在学時に自主制作アニメーションに携わり、漫画家のアシスタントなどを経て、『カッパの宝物』で第99回YJ月例新人賞奨励賞（集英社）を受賞する（山崎浩名義）。第105回佳作を受賞した『眼鏡綺譚』（1988年『週刊ヤングジャンプ』21号）でデビューする。その後、『100点満点の宇宙飛行士』が第19回青年漫画大賞（集英社）佳作、『ほんとの気持ち』が1990年月刊アフタヌーン四季賞夏のコンテスト（講談社）準入選となっている。
ジュブナイル・冒険活劇・レポートマンガを得意とし、デビューからしばらくは山崎浩のペンネームでのジュブナイル作品の執筆が多かった。のち児童文学の挿絵などイラストも手がけている。1990年代末から、祖父の雅号を受け継ぎ、山崎峰水の名義でホラー漫画をメインに執筆活動を開始した。こちらは山崎浩名義の作品と異なる、シャープな劇画タッチを作風とする。オリジナルの代表作『MAIL』は 、漫画原作者大塚英志の目にとまり、コンビを組むきっかけになった。
アウトドアとB級映画、猫、ゲーム、囲碁などを愛する。
師匠はわたべじゅん。

## 作品リスト

### 山崎浩名義
- ふしぎふしぎ（講談社『モーニング』）
- ふるさと（講談社『モーニングパーティー増刊』）
- どきどき（集英社『ビジネスジャンプ』本誌およびEXTRA増刊）
- ガルダイヤ（角川書店『月刊少年エース』）
- 山猫先生の“物語”（潮出版社『コミックトム』）
- ゲーム開発物語（メディアファクトリー『じゅげむ』）
- はるかぜ（ミリオン出版『おと☆娘』）
- てくてく〜東海道ぬけまいり〜（リイド社『コミック乱』）
- スーの世界（凸版印刷ホームページ）
- よもぎの部屋（凸版印刷ホームページ）

### 山崎峰水名義
- MAIL （角川書店『月刊少年エース』本誌および増刊連載）
- 黒鷺死体宅配便 （原作：大塚英志、角川書店『コミックチャージ』⇒『ヤングエース』連載）
- くもはち （原作：大塚英志、角川書店『月刊少年エース』連載）
- 松岡國男妖怪退治 （原作：大塚英志、角川書店『コミック怪』連載）
- アライアズキ、今宵も小豆を洗う。（原作：大塚英志）
- くだんのピストル（原作：大塚英志、角川書店『ヤングエース』連載）
- Developers 機動戦士ガンダム Before One Year War （角川書店『ガンダムエース』連載）
- ブレア・ウィッチ・プロジェクト ザ・コミック （共著）（角川書店）
- ブレアウィッチ2　バーキッツヴィル7 （原作：ジョナサン・コーエン、角川書店）
- 残街（小学館『月刊IKKI』掲載）
- みくもとかさね （少年画報社『ヤングキングアワーズ』掲載）
- 雨の首ふり坂（原作：池波正太郎、脚本：大森寿美男、時代劇専門チャンネル公式サイト）
- ぼくたちの死体さがし（日本文芸社「マンガTOP」[1]）